# كاريل كوزلاه
كاريل كوزلاه (بالتشيكية: Karel Koželuh)‏ مواليد 7 مارس 1895 في براغ، الامبراطورية النمساوية المجرية - الوفاة 27 أبريل 1950 في براغ، كان لاعب كرة مضرب تشيكي وكان يلعب باليد اليمنى. أعلى تصنيف له في الفردي كان المركز الـ 1 في سنة 1930.

## النهائيات

### دورات برو سلام

#### الفردي: 8 (الألقاب 4, الوصافة 4)
| الحصيلة | السنة | البطولة                          | الأرضية | المنافس        | النتيجة                 |
| ------- | ----- | -------------------------------- | ------- | -------------- | ----------------------- |
| الوصافة | 1928  | بطولة الولايات المتحدة للمحترفين | عشبية   | فنسنت ريتشاردز | 6–8, 3–6, 6–0, 2–6      |
| الفوز   | 1929  | الولايات المتحدة للمحترفين       | عشبية   | فنسنت ريتشاردز | 6–4, 6–4, 4–6, 4–6, 7–5 |
| الفوز   | 1930  | بطولة فرنسا للمحترفين            | ترابية  | ألبرت بيورك    | 6–1, 6–2, 6–1           |
| الوصافة | 1930  | الولايات المتحدة للمحترفين       | عشبية   | فنسنت ريتشاردز | 2–6, 10–8, 6–3, 6–4     |
| الفوز   | 1932  | الولايات المتحدة للمحترفين       | ترابية  | هانز نوسلين    | 6–2, 6–3, 7–5           |
| الوصافة | 1934  | الولايات المتحدة للمحترفين       | ترابية  | هانز نوسلين    | 4–6, 2–6, 6–1, 5–7      |
| الوصافة | 1935  | الولايات المتحدة للمحترفين       | ترابية  | بيل تيلدن      | 0–6, 6–1, 6–4, 0–6, 6–4 |
| الفوز   | 1937  | الولايات المتحدة للمحترفين       | ترابية  | بروس بارنز     | 6–2, 6–3, 4–6, 4–6, 6–1 |

## روابط خارجية
- كاريل كوزلاه على موقع الاتحاد التشيكي (الإنجليزية)
- كاريل كوزلاه على موقع قاعدة بيانات كرة القدم.إي يو (الإنجليزية)
- كاريل كوزلاه على موقع ناشيونال فوتبول تيمز (الإنجليزية)
- كاريل كوزلاه على موقع EliteProspects.com (الإنجليزية)
- كاريل كوزلاه على موقع قاعة مشاهير كرة المضرب الدولية (الإنجليزية)